# Där går Tjuv-Alfons!
Där går Tjuv-Alfons! är en bok skriven av Gunilla Bergström, och utgiven 1991.
Berättelsen lästes upp i SR P3 den 24 september 1992., och en animerad filmatisering sändes i SVT 1 den 25 mars 1994.

## Handling
Alfons blir oskyldigt anklagad av Milla att ha stulit nyckeln till den koja som barnen byggde i trädet. Snart menar alla att Alfons är en tjuv. Han återvänder till kojan, och börjar leta efter nyckeln. Han letar överallt utan resultat, och när ingen vill leka med honom känner han sig ensam, och börjar återigen leta. Plötsligt ropar Milla, och menar att en skata knyckte den.

### Fotnoter
1. ↑  ”Där går Tjuv-Alfons!” (på engelska). Worldcat. 11 mars 1991. https://www.worldcat.org/title/dar-gar-tjuv-alfons/oclc/477137840&referer=brief_results. Läst 16 januari 2015.
2. ↑  ”Där går Tjuv-Alfons!”. Svensk mediedatabas. 24 september 1992. http://smdb.kb.se/catalog/id/001947294. Läst 7 september 2012.
3. ↑  ”Där går Tjuv-Alfons!”. Svensk mediedatabas. 25 mars 1994. http://smdb.kb.se/catalog/id/001716515. Läst 7 september 2012.